# Bisher habt ihr nichts gebeten in meinem Namen, BWV 87
Bisher habt ihr nichts gebeten in meinen Namen, BWV 87 (Fins ara no heu demanat res en el meu nom), és una cantata religiosa de Johann Sebastian Bach per al cinquè diumenge després de Pasqua, estrenada a Leipzig el 6 de maig de 1725.

## Origen i context
Aquesta cantata per al cinquè diumenge després de Pasqua, anomenat en la litúrgia luterana diumenge Rogate, forma una parella amb l'anterior BWV 86 i són les dues úniques conservades per a aquest ia. El llibret és de la poetessa Christiane Marie von Ziegler i forma part d'un volum de poesies pietoses Versuch in gebunder Schreib-Art publicat l'any 1728. El text fa referència a les lectures del dia l'Epístola de Jaume (1, 22) i l'evangeli Joan (16, 23-30) però en destaca els aspectes més negatius com l'angoixa del pecador i les idees de por i d'amenaça, que es reflecteix en què dels set números de la cantata sis ho són en mode menor. Empra directament els versicles 24 i 25 de l'evangeli en els números primer i cinquè, respectivament, mentre que en el coral final fa ús de la novena estrofa de Selig ist die Seele de Heinrich Müller.

## Anàlisi
Obra escrita per a contralt, tenor, baix i cor; dos oboès, dos oboes da caccia, corda i baix continu. Consta de set números.
1. Arioso (baix): Bisher habt ihr nichts gebeten in meinen Namen (Fins ara no heu demanat res en el meu nom)
2. Recitatiu (contralt): O Wort, das Geist und Seel erschreckt! (Oh, paraula que sacseja Esperit i Ànima!)
3. Ària (contralt): Vergib, o Vater, unsre Schuld” (Perdona, oh Pare, la nostra culpa)
4. Recitatiu (tenor): Wenn unsre Schuld bis an den Himmel steigt (Quan les nostres culpes arriben fins al Cel)
5. Arioso (baix): In der Welt habt ihr Angst; aber seid getrost (Al Món tindreu por, però confieu)
6. Ària (tenor) “Al Món tindreu por, però confieu” (Patiré, callaré)
7. Coral: Muß ich sein betrübet? (Haig d'estar preocupat?)

La cantata comença amb les paraules de Jesús, cantades com sempre pel baix, repetides de manera insistent i amb una llarga vocalització sobre gebeten (demanar. En el número 2, un recitatiu secco, el contralt exposa la condició pecadora de l'home per tal de portar-lo cap al penediment, aquest sentiment es reforça, quasi de manera desesperada, en la següent ària en què s'implora el perdó de Déu; el contralt va acompanyat pels dos oboès da caccia i el continu, una disposició que és única en les cantates de Bach. En el recitatiu següent de tenor acompanyat de la corda i continu, es canta el consol i la confiança i s'arriba al punt més alt de la tessitura sobre Himmel (cel); consol que s'assoleix en el número 5, un arioso en què el baix canta: “Al Món tindreu por, però confieu, Jo he vençut al Món!”, amb un cromatisme descendent sobre Angst (por) i una extensa vocalització sobre überwunden (vençut). L'ària de tenor número 6, en mode major, ja és més optimista, més amable i sensual amb un ritme de siciliana. Un coral amb la melodia de Jesu meine Freude de Johann Crüger (1653) clou la cantata, transformant l'esperança amb certesa. Té una durada aproximada d'uns vint minuts.

## Discografia seleccionada
- J.S. Bach: Das Kantatenwerk. Sacred Cantatas Vol. 5. Nikolaus Harnoncourt, Tölzer Knabenchor (Gerard Schmidt-Gaen, director), Concentus Musicus Wien, Paul Esswood, Kurt Equiluz, Ruud van der Meer. (Teldec), 1994.
- J.S. Bach: The complete live recordings from the Bach Cantata Pilgrimage. CD 19: Annenkirche, Dresden; 27 i 28 de maig de 2000. John Eliot Gardiner, Monteverdi Choir, English Baroque Soloists, Robin Tyson, Steve Davislim, Stephan Loges. (Soli Deo Gloria), 2013.
- J.S. Bach: Complete Cantatas Vol. 15. Ton Koopman, Amsterdam Baroque Orchestra & Choir, Bogna Bartosz, Jörg Durmüller, Klaus Martens. (Challenge Classics), 2004.
- J.S. Bach: Cantatas Vol. 35. Masaaki Suzuki, Bach Collegium Japan, Robin Blaze, Makoto Sakurada, Peter Kooij. (BIS), 2007.
- J.S. Bach: Church Cantatas Vol. 28. Helmuth Rilling, Gächinger Kantorei, Bach-Collegium Stuttgart, Julia Hamari, Aldo Baldin, Walter Heldwein. (Hänssler), 1999.